# Remington R51
Remington R51 самозарядний пістолет анонсований наприкінці 2013 року компанією Remington Arms і з'явився на ринку в січні 2014. Пістолет R51 є модернізованою версією розробки Джона Педерсена пістолета Remington Model 51, але тепер під набій 9×19мм. Компанія Remington анонсувала плани на пістолет під набій .40 S&W та інші калібри. Проте, до банкрутства в 2018 році компанія Remington не представила ці версії.

## Конструкція
Схема Педерсена в пістолеті Remington R51 скопійована з німецького Walther PPK з використання нерухомого ствола, а зворотна пружина  одягнена на ствол.  Проте, визначною особливістю конструкції є використання затвора з "затримкою замиканням", який розробив Джон Педерсен. Коли пістолет заряджений затворний блок розташовується дещо попереду плеча замикання на ствольній коробці. Після пострілу, затвор і затворна рама рухаються разом на невелику відстань завдяки енергії набою, як в стандартній системі з вільним затвором. Коли затворний блок упирається в плече замикання, він зупиняється і замикає затвор. Затворна рама продовжує рух назад завдяки попередньому імпульсу. Ця затримка дозволяє тиску в каморі знизитися, при дещо екстрактованій гільзі. Коли куля виходить з дула тиск знижується, рух затворної рами назад піднімає затворний блок з фіксуючого пазу через ковзний кулачок продовжуючи робочий цикл. Пістолет можна відкрити лише при відведенні затвора вручну з утриманням запобіжника в руків'ї або при стрільбі.
Оскільки затвор затримує викид гільзи завдяки закритому затвору, R51 розроблено для використання набоїв з високим тиском (9мм Luger +P) ніж зброя з вільним затвором з аналогічною вагою затворної рами. Модель 53 з затримкою замикання створена на базі Моделі 51 і розроблена компанією Remington під набій .45 ACP для випробувань ВМС. В конструкції Педерсена зворотна пружина одягнена навколо ствола значно зменшує профіль пістолета. Більш легкі робочі частини та довший час замикання забезпечують меншу відчутну віддачу. Низьке розташування осі ствола R51 забезпечує менше підкидання дула ствола, що також зменшує відбій, а нерухомий ствол покращує точність і спрощує конструкцію.
Як і в оригіналі, в новому Remington R51 використано внутрішній курок з вбудованим захистом від падіння та ударно-спусковий механізм одинарної дії. Затворна затримка дещо втоплена в ліву частину ствольної коробки. Основний запобіжник розташовано в руків'ї, який треба натиснути перед початком стрільби. У R51 відсутній запобіжник магазина, який був присутній в моделі 51. Спускова скоба має виріз для кращого тримання руків'я. Нахил руків'я становить 20 градусів для зручного утримання зброї, а також має насічку на передній частині руків'я.  Щічки руків'я R51 є стандартними полімерними з кріпленням звичайними гвинтами torx.  Remington планували пропонувати додатково щічки з гуми або з рожевого дерева, для стрільців яким потрібен ширший та зручний хват. Магазин сталевий однорядний з полімерною п'яткою. Місткість магазина 7 набоїв 9×19 мм. Засувка магазина розташована з обох боків. Затворна рама R51 зроблена з неіржавної сталі та має матову чорну обробку FNC, а ствольна коробка зроблена з алюмінієвого сплаву 7075 та має матово-чорну або димчасто-сіру анодовану обробку.  Ствол довжиною 86 мм зроблено з неіржавної сталі 416 і має поліровану обробку.

## Виробництво
Модель R51 розробили та випускали в Remington R&D центрі в Лексінгтоні, штат Кентукки в період 2012-2013 років. Початкове виробництво проходило в Пайнвіллі, передмісті Шарлотти, Північна Кароліна, в Para USA, одному з брендів сімейства Remington, наприкінці 2013 року. В березні 2015 року все виробництво було перенесено з Північної Кароліни до нової штаб-квартири Remington в Хантсвіллі, штат Алабама. Навіть після перенесення виробництва в Хантсвілль, штамп на ствольній коробці залишився Charlotte, NC. Лише в 2017 році на ствольній коробці R51 з'явився штамп "made in Huntsville, AL". Восени 2017 року Remington представили новий варіант двоколірної схеми, яка була позначена в каталозі Remington за 2018 року, як "Smoke". Ствольна коробка має сіру анодовану обробку. Затворна рама та руків'я мають чорну обробку. Виробництво R51 завершили після того, як Remington після швидкого виходу з банкрутства за статтею 11 в 2018 році. В липні 2020 році Remington знову використало статтю 11 захисту від банкрутства, в вересні 2020 року компанію було продано.   

### Виробничі проблеми
У прес-релізі Remington у липні 2014 року говорилося, що виробництво R51 було призупинено та, як очікується, буде відновлено в жовтні. Клієнти повідомили компанії Remington, «що деякі пістолети R51 мали проблеми з продуктивністю», інколи серйозні. Ремінгтон визначив, що ці "проблеми з продуктивністю виникли внаслідок ускладнень під час нашого переходу від прототипу до масового виробництва."  В червні 2016 року Remington анонсували, що готові відправити нові пістолети тим хто повернув свої R51 для ремонту та/або заміни.

## Прийняття
Журнал Recoil критикував R51 за те, що він ненадійний і незручний для стрільби та експлуатації. Однак вони дали оцінку його компактним розмірам і "надихаючій естетиці", сказавши, що "за пару сотень доларів цей пістолет того вартий". Так само журнал American Rifleman скаржився на низьку якість магазинів, які часто не заряджалися належним чином, але відзначив його хорошу точність і скромну ціну.
The Firearm Blog був більш критичним стверджуючи, що для зброї такого розміру 7-зарядний магазин є замалим, а також дуже складно провести неповну розбірку зброї: "розбірка R51 для чищення може бути найгіршим досвідом в моєму житті, але це лише один раз. Після першої неповної розбірки R51, я обіцяю, що ви або продасте зброю, або будете користуватися брудною зброєю поки вона не вийде з ладу." The Firearm Blog більшість проблем R51 пов'язує з запобіжником руків'ям, яке уводило приціл стрільця вниз та вправо, а також згадують, що перші 200 пострілів були "ганьбою", з численними збоями, в тому числі випадіння магазина, збої живлення, збої при екстракції та осічки. Вони зауважили, що "гадаю, що я більше ніколи не буду стріляти з чогось такого незручного."

## Покоління 2
Після добровільного відкликання пістолетів в 2014 році, компанія Remington повернувся до креслярської дошки, щоб вирішити проблеми, про які повідомляли критики та власники. Серед несправностей були збої живлення, проблеми зі зведенням затвора, проблеми при екстракції гільз, випадіння магазина після першого пострілу 7+1, п'ятка магазина занадто тендітна, штифти бовтаються, прицільні пристрої не закріплені, погана обробка затворної рами та затвора призводить до заклинювання та грубої роботи. Майже через два роки, 23 червня 2016 року, Remington почав поставляти оновлені версії, які стали відомі як "Gen 2", власникам які відправляли свою зброю на заміну. 12 серпня 2016 року компанія Remington почала роздрібний продаж моделі Gen 2.  
В каталозі Remington 2017 року було показано R51 з наступними "покращеннями": покращена робота затворної рами - оновлені внутрішні елементи забезпечують чудову продуктивність і плавну роботу затворної рами, точно спроектований екстрактор — сконструйований так, щоб протистояти неправильному поводженню, екстрактор точно входить у край гільзи для точної та енергійної екстракції гільзи, прицільні пристрої без зачіпки - фіксація прицільних пристроїв без зачіпки для швидкого захоплення цілі, точно налаштована зворотна пружина - збалансована сила для бездоганного і міцного закриття затворної рами, втулка бойової пружини - хромована втулка бойової пружини для виняткової міцності, чудовий ударно-спусковий механізм - чіткий УСМ одинарної дії покращує стрільбу і підвищує точність.  
Помітна зміна, яка відрізняє Gen 2 від Gen 1, полягає в тому, що логотип R51 тепер розташований ближче до віконця викиду гільз. Інша полягає в тому, що приціли Gen 2 мають гвинти для регулювання. Магазини Gen 2 були перероблені так, щоб мати нахил на штовхачі, а також отримали більш товсту п'ятку. Єдине, що не виправила компанія Remington це вкоротити ніжки штовхача магазина. Це просте виправлення, залишили на розсуд власників R51, воно усуває проблему з подачею набоїв, від якої страждав R51.